# Therobia vesiculifera
Therobia vesiculifera är en tvåvingeart som beskrevs av Mario Bezzi 1928. Therobia vesiculifera ingår i släktet Therobia och familjen parasitflugor. Inga underarter finns listade i Catalogue of Life.